# Họ Cỏ mộc tê
Họ Cỏ mộc tê (danh pháp khoa học: Resedaceae) làmột họ thực vật hạt kín hai lá mầm, chủ yếu là cây thân thảo với một ít loài là cây bụi. Hệ thống APG III công nhận 75 loài. Hiện tại, nó bao gồm 107 loài đã biết trong 8 đến 12 chi.

## Phân bố
Họ này phân bố chủ yếu trong khu vực ôn đới ấm và cận nhiệt đới khô, đặc biệt là khu vực Địa Trung Hải, Trung Đông và đông bắc châu Phi, nhưng một vài loài thuộc chi Oligomeris cũng có ở miền nam châu Phi, tây nam Bắc Mỹ và tây nam Trung Quốc.

## Phân loại
Thông thường, theo truyền thống thì họ này được chia thành 3 tông (Astrocarpeae, Cayluseae, Resedeae) với 6 chi, dựa trên dữ liệu hình thái. Tông Resedeae cũng được phân chia thành 2 phân tông dựa theo vị trí tương đối của lá đài, cánh hoa và nhị hoa: Randoninae với Randonia, với đặc trưng là các hoa đính quanh bầu của nó; và Resedinae với các chi còn lại (Ochradenus, Oligomeris, Reseda) thông thường thể hiện các hoa dưới bầu:
- Astrocarpeae
  - Sesamoides (bao gồm cả Astrocarpa, Astrocarpus)
- Cayluseae
  - Caylusea
- Resedeae
  - Randoninae
    - Randonia

  - Resedinae
    - Ochradenus (bao gồm cả Homalodiscus)
    - Oligomeris: Cỏ xuyên tê
    - Reseda: Cỏ mộc tê

Tuy nhiên, các nghiên cứu phân tử gần đây gợi ý rằng các chi Oligomeris, Randonia và Ochradenus tất cả đều phát sinh từ trong chi Reseda. Điều này cũng hàm ý rằng chỉ nên công nhận 3 chi hoặc chi Reseda phải được tách ra thành các chi nhỏ hơn, mặc dù vậy cho tới nay vẫn chưa có thay đổi nào trong việc đặt danh pháp.
Trong APG IV (2016) , họ này được mở rộng để bao gồm các chi Borthwickia (trước đây là Borthwickiaceae), Neothorelia, Stixis, và Tirania (trước đây thuộc Stixidaceae) và Forchhammeria (trước đây thuộc Capparaceae).
- Borthwickia - 1 loài, đôi khi được đặt trong họ Borthwickiaceae của chính nó
- Caylusea - 3 loài
- Forchhammeria - 10 loài
- Homalodicus - 2 loài
- Neothorelia - 1 loài
- Ochradenus - 4 loài
- Oligomeris - 3 loài
- Randonia - 1 loài
- Reseda - khoảng 55 loài
- Sesamoides - 1 loài
- Stixis - 7 loài
- Tirania 1 loài

Họ này bao gồm các loài thực vật một năm, hai năm và lâu năm, mọc chủ yếu trên các loại đất nguồn gốc đá vôi trong môi trường khô, phân bố trong khu vực từ ôn đới tới cận nhiệt đới khô tại châu Âu, Tây Á, Trung Á, tây nam Bắc Mỹ, Bắc Phi, Đông Phi và miền nam châu Phi. Đặc biệt đa dạng tại khu vực ven Địa Trung Hải - Trung Đông - Bắc Phi.
Trong hệ thống Cronquist năm 1981 thì họ Resedaceae được đặt trong bộ Capparales. Hệ thống APG III năm 2009 (không đổi so với hệ thống APG II năm 2003) đặt nó trong bộ Brassicales.
Nghiên cứu của Santiago Martín-Bravo và ctv, 2007 cho thấy chi Caylusea có quan hệ chị em với phần còn lại của họ (bao gồm chi Sesamoides và nhánh chứa các chi còn lại), trong đó các đoạn Leucoreseda, Luteola, Glaucoreseda, Phyteuma của chi Reseda là đơn ngành, nhưng các đoạn Resada và Neoreseda là không đơn ngành. Chi Oligomeris và đoạn Glaucoreseda tạo thành một nhánh đơn ngành. Hai chi Ochradenus và Radonia tạo thành một nhánh đơn ngành. Nhưng cả ba chi này đều lồng sâu trong chi Reseda.

## Hình ảnh

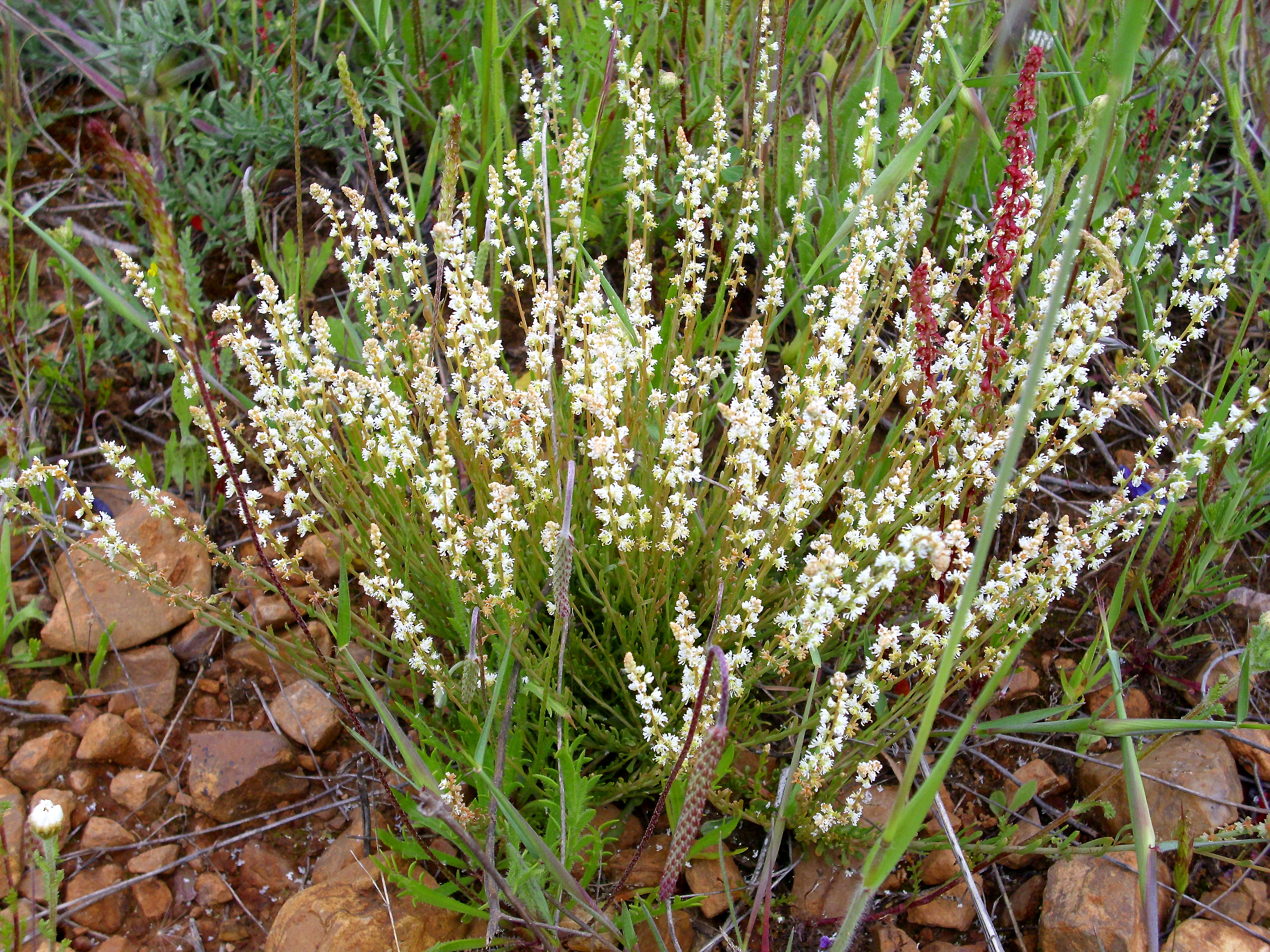
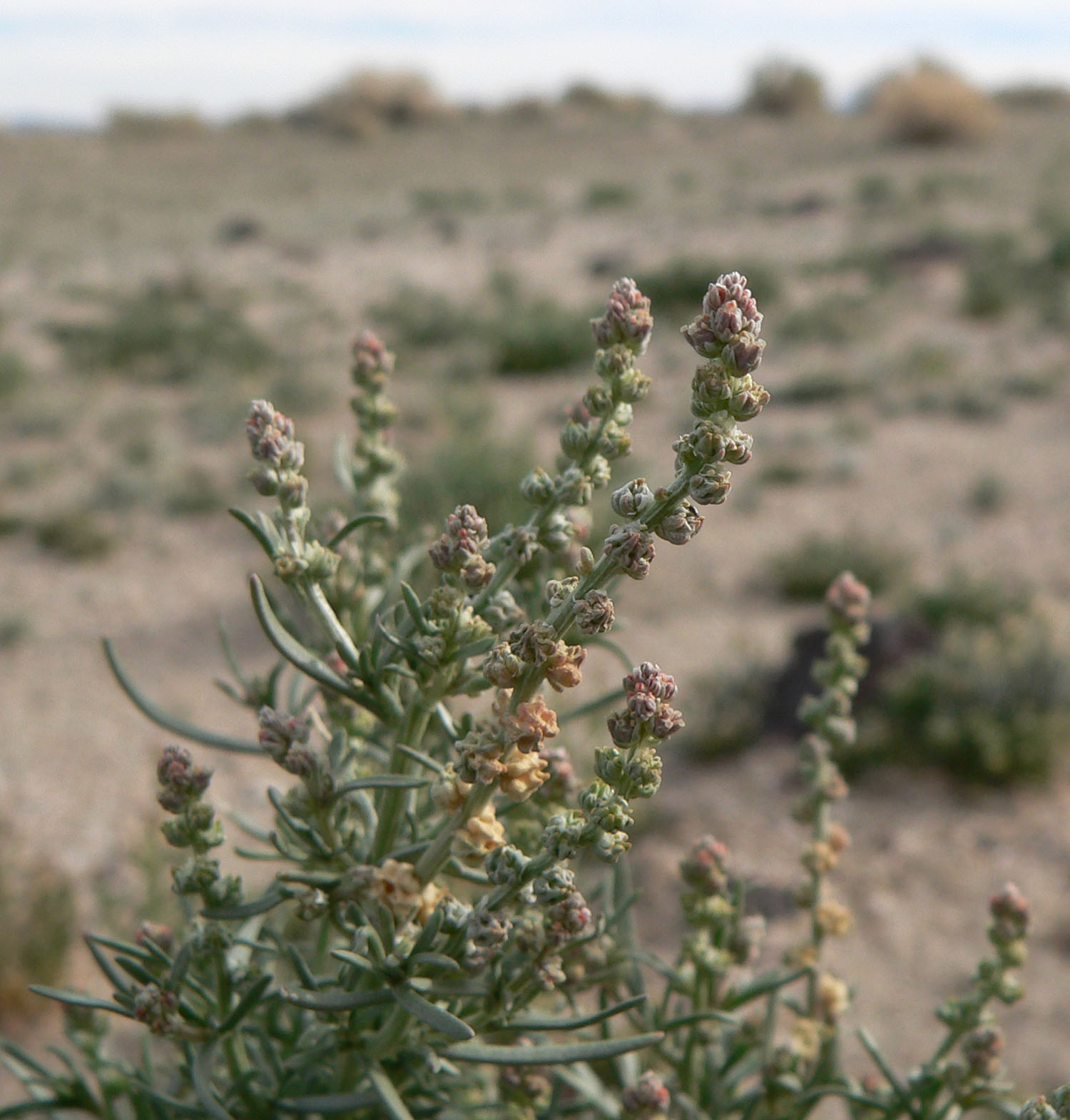
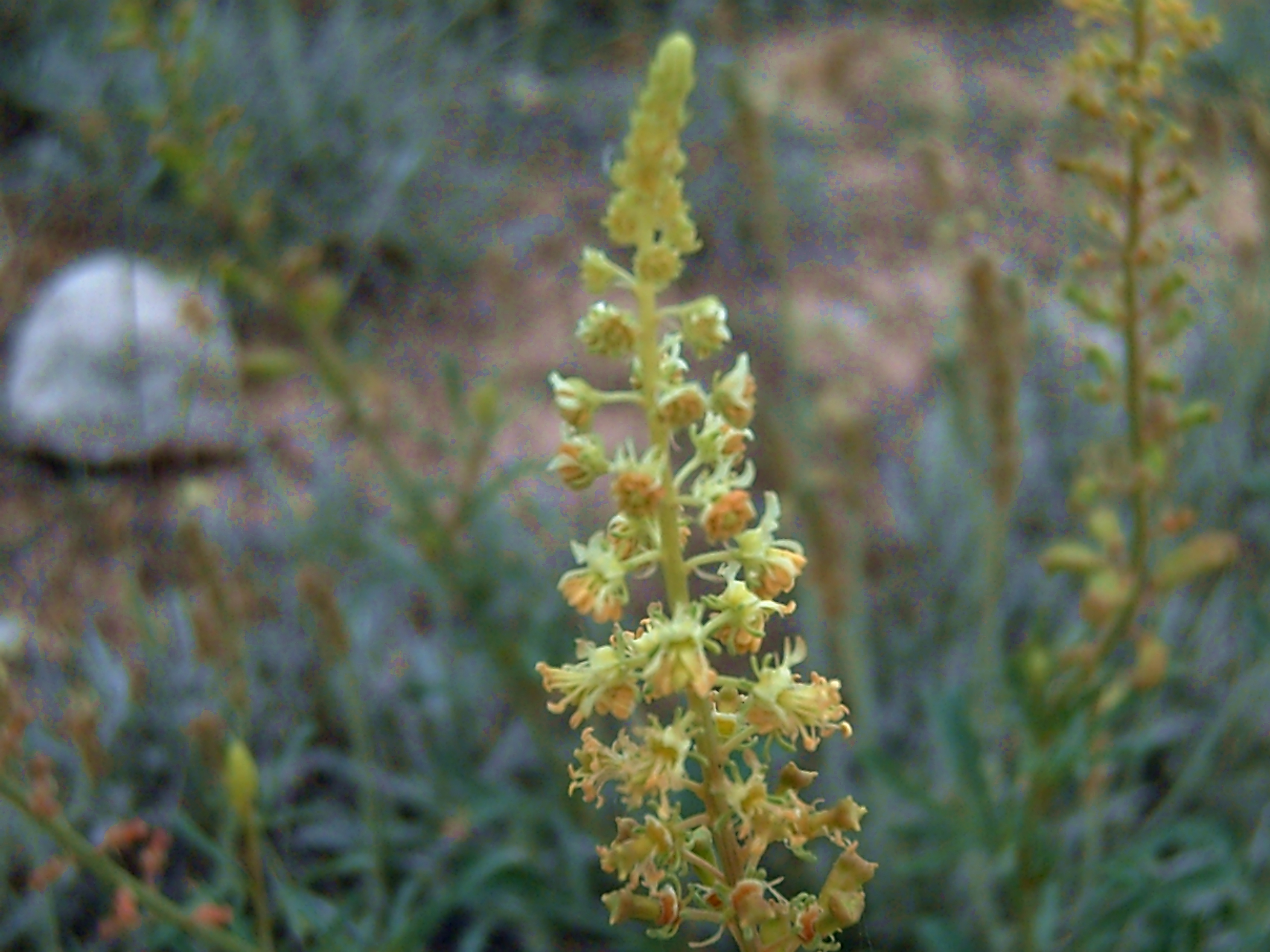
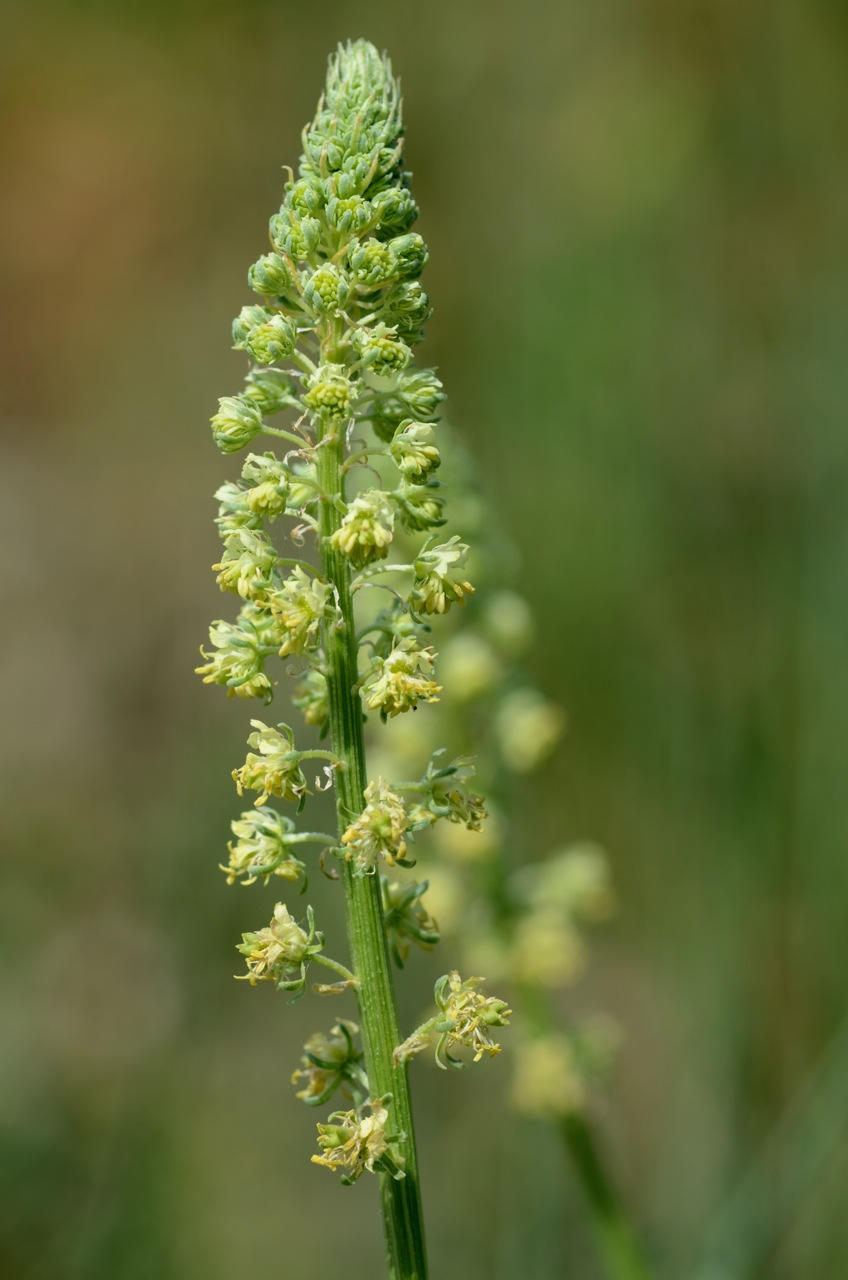